# Renato Soru
Renato Soru (Sanluri, 6 agosto 1957) è un imprenditore, politico e dirigente d'azienda italiano, fondatore di Tiscali e della disciolta Andala UMTS, oltreché presidente della Regione Autonoma Sardegna dal 2004 al 2008.

## Biografia

### Gli inizi
Figlio di Egidio Soru, applicato di segreteria nella scuola del paese, e di Gigetta Spada, proprietaria di un piccolo negozio di alimentari, Renato Soru nasce e trascorre la prima parte della sua vita a Sanluri. Diplomatosi al liceo classico con 48/60, si iscrive nel 1976 al corso di laurea in Discipline economiche sociali (DES) presso la Facoltà di Economia dell'Università Bocconi di Milano. Lascia l'università nel 1981, appena prima della tesi, per avviare un'attività imprenditoriale nel settore della grande distribuzione. Ritornerà all'università 18 anni dopo, discutendo la tesi e laureandosi nel 1999, all'età di 42 anni.
Nel 1986, avendo ormai avviato un'attività imprenditoriale in Sardegna, torna a lavorare a Milano. Dopo un breve periodo in A. Lazender, una società attiva nel campo dell'innovazione finanziaria, viene assunto da Tancredi Bianchi e partecipa nel 1987 alla fondazione della CBI Merchant, una merchant bank costituita dalle banche private italiane, a seguito della liberalizzazione anche in Italia dell'attività di banca di investimento. Nel 1992, dopo un'attività tra Londra e Milano, nell'area del trading di cambi e titoli di stato, torna in Sardegna.
Inizia la sua carriera di imprenditore già durante l’università, trasformando e ampliando l’attività di famiglia, aprendo nel 1978 un primo supermercato e subito dopo un secondo.
Nel 1992, lasciato il lavoro in CBI Merchant di cui occupava la posizione di vice direttore generale, torna in Sardegna e sposta la sua attività imprenditoriale verso la grande distribuzione, con la costruzione di due importanti centri commerciali ad Oristano e ad Olbia, quest'ultimo progettato da Aldo Rossi. Contestualmente, a seguito della Rivoluzione di velluto, attratto dalle opportunità speculative dei mercati della nuova Europa, inizia un'attività nel campo immobiliare a Praga, con l'idea di ripetere l'esperienza dei centri commerciali.

### Internet in Repubblica Ceca
Nel 1994 in Repubblica Ceca fonda, con l'imprenditore cagliaritano Nicola Grauso, il primo internet provider del Paese,  Czech On Line. Il successo da Praga si estende con una propria rete in tutto il paese, anche grazie alla posa della prima rete in fibra ottica nelle rotaie delle ferrovie ceche. Nel 1998 Czech On Line viene venduta a un fondo di private equity finanziario e in seguito a Telekom Austria.

### La fondazione di Tiscali
Nel 1997 Soru torna in Italia, dove, grazie anche ai proventi della cessione di Czech On Line, nel gennaio del 1998 fonda Tiscali, azienda che prende il nome dall'omonimo sito archeologico.
Nata a Cagliari come realtà locale a seguito della liberalizzazione del mercato delle telecomunicazioni in Italia, Tiscali ottiene subito la seconda licenza nazionale ed espande rapidamente la propria attività su tutto il territorio nazionale. Nel marzo del 1999 lancia il primo servizio di accesso gratuito a Internet in Italia.
Tiscali cresce fino a diventare un provider informatico tra i più importanti al mondo, imponendosi come alternativa a basso costo alla telefonia tradizionale ed entrando in borsa nel 1999. In pochi mesi capitalizza a Piazza Affari 30 000 miliardi di lire; Soru, che ne controlla il 70%, diventa uno dei pochi italiani ad essere inserito nella classifica di Forbes.
Grazie alla quotazione in borsa, Tiscali raccoglie le risorse finanziarie per supportare il progetto di espansione che la porta a divenire un player pan-Europeo. I primi anni 2000 vedono infatti Tiscali impegnata in una serie di importanti acquisizioni di Internet Service Provider in Europa. L’obiettivo della società era quello di offrire servizi internet a livello internazionale e far concorrenza ai grossi player d’Oltreoceano e agli ex-monopolisti della telefonia. Nel 2004 la società raggiunge il traguardo di 1,3 milioni di utenti ADSL. Il 2004 segna anche un cambio di strategia dell’azienda, che opta per la rifocalizzazione delle proprie attività sul territorio nazionale e nel Regno Unito, dismettendo man mano le attività negli altri Paesi europei. Nello stesso anno Soru lascia gli incarichi in Tiscali per dedicarsi alla politica, riprendendo nel 2009 la guida della società.

### L'entrata in politica: elezioni regionali 2004
Nel 2003, dopo anni di contatti informali con i DS, entra in politica, creando un proprio movimento denominato Progetto Sardegna, che si colloca su posizioni di sinistra moderata, proponendo un programma di valorizzazione dell'economia sarda. Si candida quindi alla presidenza della Regione Sardegna per lo schieramento di centrosinistra, sostenuto da Ds, Margherita, Udeur, Sdi, Prc, Pdci, Verdi, Idv e Progetto Sardegna. Alle elezioni del 2004 viene eletto presidente con il 50,13% delle preferenze (487 692 voti), battendo il diretto concorrente Mauro Pili, esponente di Forza Italia alla guida dello schieramento di centrodestra, che ottiene il 40,53% (394 271 voti).
Lascia il controllo della Tiscali per dedicarsi alla politica, pur continuando a mantenere il 27,5% del capitale della società (in seguito gradualmente sceso fino al 18%), ed attirandosi per questo accuse di conflitto di interessi. Anche per evitare tale problema, il 7 marzo 2007 venne approvata dal Consiglio Regionale della Sardegna la Legge Regionale Statutaria, ossia una legge particolarmente rinforzata e di attuazione dello Statuto regionale, che solo dopo varie vicende venne promulgata il 10 luglio 2008, come LRS n. 1 (pubblicata sul BURAS n. 23 del 18 luglio 2008).

### L'acquisto dell'Unità
Le polemiche sul suo presunto conflitto di interessi si intensificano quando il 20 maggio 2008 Soru acquista l'Unità, la storica testata fondata da Antonio Gramsci, evitando in tal modo l'ingresso nel quotidiano della famiglia Angelucci (proprietaria di Libero e Il Riformista). Il cambio di proprietà ha raccolto l'approvazione del consiglio di redazione dell'Unità, in passato sfavorevole all'ingresso della famiglia Angelucci. Con l'ingresso di Soru nel giornale, viene incaricata alla direzione del giornale, al posto di Antonio Padellaro, Concita De Gregorio, all'epoca giornalista del quotidiano nazionale la Repubblica.
Il Comitato di Redazione, il 9 maggio 2009, ha così commentato:
 Successivamente, il 27 maggio: 

### Le dimissioni da presidente della Giunta regionale
Renato Soru presenta le dimissioni da presidente della Giunta il 25 novembre 2008, a seguito della mancata integrale approvazione della legge urbanistica regionale.
Si ricandida per la coalizione di centrosinistra in occasione delle elezioni regionali anticipate del 2009, svolte il 15 ed il 16 febbraio, nelle quali viene sconfitto, con un distacco di ben 9 punti percentuali, dal candidato del Popolo della Libertà Ugo Cappellacci; il distacco ha raggiunto i 18 punti percentuali nel voto di coalizione.
Nel maggio 2009 Soru torna nel consiglio di amministrazione di Tiscali.

### Elezioni europee 2014
Nel maggio 2014 si candida alle Elezioni europee con il PD nella circoscrizione Italia insulare e viene eletto con 182 687 preferenze superando la capolista Caterina Chinnici, eletta con 133 765 voti. Il 26 ottobre 2014 diviene segretario del Partito Democratico in Sardegna.
Il 5 maggio 2016, dopo la condanna di primo grado a tre anni per evasione fiscale dal giudice monocratico del tribunale di Cagliari, si dimette da segretario regionale del PD e si sospende dal gruppo dei socialisti e democratici del Parlamento Europeo passando ai non iscritti.
Una volta assolto al processo riprenderà a svolgere il suo incarico di Parlamentare europeo, ma non più di segretario regionale del Partito Democratico.
Non si ricandida alle europee del 2019 e torna amministratore delegato di Tiscali.

### La ricandidatura a presidente
In vista delle elezioni regionali del 25 febbraio 2024, Soru si ricandida alla presidenza della regione Sardegna con Progetto Sardegna venendo appoggiato anche dalle liste +Europa - Azione - Unione Popolare Cristiana, Rifondazione Comunista, Liberu e Vota Sardigna (lista composta dai movimenti ProgReS, iRS e Sardegna chiama Sardegna), sfidando il sindaco di Cagliari Paolo Truzzu, candidato del centrodestra, e Alessandra Todde, del Movimento 5 Stelle, appoggiata tra gli altri anche dal Partito Democratico. Appoggiano Soru anche Liberali Democratici Europei, Italia Viva, Base Popolare e diversi fuoriusciti del PD come Romina Mura con Alleanza Sarda e Democratica nella sua lista Progetto Sardegna. Il 25 febbraio Soru si piazza terzo dietro a Todde e Truzzu con l'8,65% e non elegge alcun consigliere regionale, non avendo superato la soglia di sbarramento del 10% per le coalizioni; il suo movimento Progetto Sardegna raccoglie invece il 3,47% risultando essere la prima lista della sua coalizione.

## Carriera politica

### Piano Paesaggistico Regionale
La Giunta regionale ha disposto con la delibera nº 36/7 del 05/09/2006 l'adozione del Piano paesaggistico regionale (PPR), approvato in seguito dal Consiglio regionale. Esso è in sostanza un piano regolatore che impone precisi vincoli allo sviluppo edilizio dell'Isola, finalizzato a tutelarne la bellezza paesaggistica e l'equilibrio ambientale. Il PPR fu preceduto da un temporaneo provvedimento amministrativo denominato "legge salvacoste" che non consentiva di costruire in una fascia di 2 km dalla costa, con l'eccezione dei centri urbani situati in prossimità della costa, e delle isole minori già urbanizzate. Il vincolo è stato poi modificato e parte da un minimo di 300 metri dal mare, ad un massimo di 5 km per le zone di particolare interesse naturalistico.
Nonostante sia stato ferocemente criticato all'interno dell'Isola, soprattutto da parte delle lobby dell'edilizia e dai principali media regionali (la testata giornalistica regionale L'Unione Sarda e l'emittente privata locale Videolina, possedute da uno dei più importanti imprenditori edili della Sardegna, Sergio Zuncheddu), il PPR è stato preso come modello da alcuni Stati del mediterraneo che puntano maggiormente sul turismo come veicolo di sviluppo economico (Croazia e Spagna).
Soru inoltre è stato nominato dall'ONU "Ambasciatore della costa" proprio in merito al suo impegno e al suo ruolo nella difesa dell'ambiente delle zone costiere.

### Legge statutaria
Il 7 marzo 2007 il Consiglio regionale della Sardegna, su forte richiesta dello stesso Soru, ha approvato la Legge Regionale Statutaria, LRS, 10 luglio 2008, n. 1, quale legge rinforzata di attuazione dello Statuto regionale. Il Consiglio approvò la predetta legge regionale a maggioranza assoluta ma inferiore ai due terzi dei componenti, così come previsto dall'art. 15, comma 2, dello Statuto speciale della Sardegna. Successivamente, il 13 giugno 2007, da parte di 19 componenti del Consiglio regionale, in massima parte dell'opposizione di centro destra, venne formulata la richiesta di indizione del referendum popolare previsto dallo stesso art. 15, comma 4, dello Statuto. A seguito della dichiarazione da parte dell'Ufficio regionale per il referendum, in data 2 luglio 2007, la legittimità della richiesta di referendum popolare, il 1º agosto 2007 con decreto del presidente della Regione sarda n. 69 venne indetto il referendum per il giorno 21 ottobre 2007. Nel frattempo venne impugnata con ordinanza della Corte d'appello di Cagliari l'art. 15, comma 1, della legge regionale 28 ottobre 2002, n. 21, sui referendum, e il 20 maggio 2008 la Corte costituzionale, con la sentenza n. 164, dichiarò inammissibili le questioni di legittimità costituzionale sollevate.
La controversia sollevata era relativa, in sostanza, alla mancanza di un quorum per la validità della consultazione referendaria. In data 30 giugno 2008 la Corte d'Appello di Cagliari, in applicazione dell'art. 14 della legge regionale 17 maggio 1957, n. 20, così come richiamato dalla legge regionale 28 ottobre 2002, n. 21, ha dato atto che la consultazione referendaria non ha raggiunto il quorum prescritto, dichiarando conseguentemente non valido il referendum. Dopo questo lungo iter venne finalmente promulgata - così come previsto dall'art. 15, comma 2, Statuto speciale per la Sardegna - la Legge statutaria della Regione Autonoma della Sardegna n. 1 del 2008, pubblicata nel Bollettino Ufficiale della Regione Autonoma della Sardegna n. 23 del 18 luglio 2008.
La Corte costituzionale ha ritenuto non valida questa promulgazione. La Consulta (in data 4 maggio 2009, con sentenza 149/2009) ha infatti dichiarato «che non spettava al presidente della Regione Sardegna procedere alla promulgazione della suddetta legge statutaria della Sardegna n. 1 del 2008 [e] annulla, per l'effetto, la promulgazione medesima [...] avendo il presidente della Regione proceduto alla promulgazione malgrado il mancato verificarsi della condizione espressamente prescritta» (ossia il raggiungimento del quorum previsto dal referendum confermativo); «si è data efficacia ad una legge statutaria il cui procedimento di approvazione non era giunto a compimento.»
Di particolare importanza erano la previsione di incompatibilità e conflitti di interesse per consiglieri, assessori e presidente. Era regolato, per la prima volta in Italia, il negozio fiduciario per evitare i conflitti di interesse del presidente della Regione, con una struttura molto simile al blind trust anglosassone. Molte norme non erano ancora operative, come la Consulta di garanzia, pur tuttavia, Soru pose inizialmente in essere il negozio fiduciario per le sue proprietà, portafoglio azionario ecc., astenendosi dall'effettuare qualunque atto od ordine al suo fiduciario, mantenendolo, a maggio 2009, per il solo quotidiano della sinistra italiana L'Unità.

### Politiche a favore dell'istruzione
La giunta regionale guidata da Renato Soru è stata particolarmente attiva nel campo dell'istruzione e più in generale delle politiche a favore della conoscenza. Primo fra tutti il programma master and back, consistente in borse di studio per residenti che volessero intraprendere un percorso di specializzazione post laurea all'estero in discipline STEM (Science, Technology, Engineering, Mathematichs), questa iniziativa fino al 2022 ha consentito a circa 4000 studenti sardi di specializzarsi attraverso percorsi di alta formazione (master di secondo livello, dottorati phd, stage e percorsi di alta formazione artistica e musicale).
Nel 2006 nasce il programma "Sardegna speaks english", finanziato con 20 milioni di euro per consentire una alfabetizzazione massiccia della lingua inglese attraverso corsi gratuiti di vari livelli e contributi per l'acquisizione di certificazioni internazionali. Nella finanziaria 2008 vengono previsti i cosiddetti assegni di merito, che prevedono assegni di 500 euro al mese (nel caso di studenti fuori sede e fatte salve decurtazioni in caso di studenti già borsisti), per studenti universitari in regola con gli esami e con una media non inferiore a 27/30. Degni di nota anche gli assegni di ricerca con contributi anche di 2000 euro al mese. Il sostegno nei confronti della scuola media inferiore e superiore è stato invece orientato allo sviluppo di laboratori didattici integrativi alle normali lezioni (matematica, chimica, fisica, lettura ad esempio) per sviluppare le competenze di base prescritte nell'ambito OCSE-PISA.

#### Tassa regionale per la tutela e la sostenibilità ambientale
La cosiddetta tassa sul lusso, un'imposta applicata alle seconde case dei residenti in Italia su territorio extraregionale, alle imbarcazioni con lunghezza superiore ai 14 metri, agli aeromobili privati e alla plusvalenza degli immobili, è stata una delle delibere della Giunta che hanno destato maggior scalpore e i più infuocati dibattiti politici. La tassa prevedeva una quota compresa tra i 9 e i 16 euro a metro quadro per le case entro i 3 km dalla costa con un inasprimento del 20% per le case a meno di 300 metri dalla costa. Per quanto riguarda le imbarcazioni la tassa prevede una quota minima di 1.000 euro per imbarcazioni da 14 a 16 metri e sino a 15 000 per i panfili lunghi 60 metri.
Su tale provvedimento si è pronunciata la Corte costituzionale ritenendo incostituzionali le imposte sulle plusvalenze delle seconde case ad uso turistico e le imposte sulle seconde case ad uso turistico e imponendo alla Regione la restituzione delle somme percepite quantificate in 29,8 milioni di euro. Altri aspetti sono stati ritenuti legittimi, mentre su altri ancora la Corte costituzionale (per la prima volta, diversamente dalla Suprema Corte di Cassazione) ha effettuato rinvio pregiudiziale alla Corte di Giustizia europea, ai sensi dell'articolo 267 del TFUE [Trattato sul funzionamento dell'UE - ex art.234 TCE], per possibile conflitto con la normativa comunitaria.

### Vertenza entrate tributarie
Una volta insediatosi alla guida della Sardegna, Soru lamenta l'eredità derivata dalle amministrazioni precedenti di un consistente buco nelle casse regionali di oltre 4 miliardi di euro (2,5 dei quali accumulati presumibilmente nel quinquennio 1999-2004 dalle precedenti giunte di centrodestra, tra le quali, in quella di Italo Masala, 2003-2004, fu Assessore al Bilancio il candidato per le elezioni regionali del 2009 per il PDL Ugo Cappellacci) e quindi annuncia una legislatura di sacrifici volti a tagliare gli sprechi e i costi eccessivi (il cosiddetto taglio degli enti pubblici "inutili") per risanare tale bilancio.
In quest'ottica rivendica e, in un secondo tempo, ottiene la restituzione da parte dello Stato italiano delle somme trattenute indebitamente e derivanti dalla compartecipazione alle imposte regionali come IRPEF e IVA, protrattesi per vari anni ed ammontanti ad oltre 4 miliardi di euro. Lo Stato però assicura il completo passaggio dei crediti in tre rate e solo a partire dall'anno 2013. Nella finanziaria regionale 2006 la giunta propone di coprire una parte della spesa corrente e ripianare una parte dell'ereditato buco del bilancio attraverso l'inserimento di tali crediti arretrati, per l'ammontare di 1,5 miliardi di euro. Nonostante fosse un progetto approvato dalla Ragioneria Generale dello Stato, il provvedimento è stato in seguito bocciato dalla Corte Costituzionale con sentenza 213/2008 per illegittimità costituzionale e inammissibilità. Secondo le motivazioni della sentenza, le anticipazioni dei crediti garantiti dallo Stato a partire dal 2013 inserite nel bilancio del 2006 della Regione Sardegna sono illegittime perché violano l'art. 81 della Costituzione sull'accertabilità delle entrate. I giudici contabili hanno ritenuto una “tecnica di copertura irrazionale e irragionevole” l'anticipazione di un'entrata futura per finanziare spese correnti, giudicata “del tutto estranea ai canoni previsti dalla contabilità pubblica non solo statale ma anche regionale“, oltre che contraria al principio dell'annualità del bilancio.
Dopo di ciò la Giunta regionale ha presentato un bilancio riveduto e corretto nel quale compaiono sempre le entrate future, ma stavolta per un ammontare di 500 milioni di euro. In questa occasione, però, la Corte dei Conti promuove il bilancio regionale in quanto i crediti futuri inseriti derivano essenzialmente dalla compartecipazione del gettito Iva dallo Stato italiano, che per definizione è ripartibile in bilanci pluriennali, pertanto si tratta di "risorse esigibili a tutti gli effetti", quindi non anticipazioni di entrate future ma risorse che provengono da entrate proprie, maturate in virtù dello Statuto sardo. Nella sentenza della Corte dei Conti viene inoltre sottolineato come il processo di risanamento di bilancio portato avanti dalla Giunta regionale sia meritevole di attenzione e certifichi la buona gestione delle proprie risorse finanziarie.

### Servitù militari
Dopo poco tempo dal suo insediamento come presidente regionale, Soru ha risollevato l'annoso problema del grosso peso che hanno le basi militari in Sardegna. Nell'isola, 38 000 ettari di territorio sono servitù militari che in termini percentuali rappresentano oltre il 60 per cento sul totale nazionale. Per mesi, Soru ha sollecitato il governo a interventi di riequilibrio, fino a riuscire ad ottenere l'abbandono dei militari USA dalla base di Santo Stefano nell'arcipelago di La Maddalena dove erano presenti anche vari sommergibili nucleari. La giunta regionale ha dato il via a vari progetti di riqualificazione dell'ex base militare, ad uso turistico.

## Le vicende processuali

### Il caso Tiscali
L'accusa di false comunicazioni sociali nei confronti di Soru insieme ad altri imputati (Luca Scano, Salvatore Pulvirenti e Andrea Podda e Roberto Lai, Romano Fischietti, Ernesto Fara e Mario Rosso, ex ad della società), per la quale la Procura di Cagliari aveva chiesto la condanna a tre anni, al termine del processo di primo grado durato due anni, si conclude con una sentenza assolutoria accogliendo la ricostruzione delle difese sulla correttezza dei comportamenti degli amministratori Tiscali.
L'inchiesta sui i bilanci e gli atti di vendita dei rami d'azienda dalla capogruppo Tiscali S.p.A. a Tiscali Italia S.r.l. e Tiscali Service S.r.l. aveva considerato anomala un'operazione da 162 milioni di euro, inseriti in bilancio nel 2005, che secondo la procura avrebbe potuto influenzare l'andamento di Tiscali nel mercato borsistico.
Il processo di primo grado si conclude il 16 aprile 2019 con una sentenza che assolve tutti gli imputati perché il fatto non sussiste. L’assoluzione riguarda anche fatti già caduti in prescrizione.

### Caso Saatchi & Saatchi
Il caso Saatchi & Saatchi ha visto l'istituzione da parte del Consiglio regionale della Sardegna di una commissione regionale, per investigare sulle presunte irregolarità nell'assegnazione alla Saatchi & Saatchi dell'appalto sulle linee guida della pubblicità regionale della Regione Sardegna, per complessivi 56 milioni di euro.
In seguito si accerta l'intenzione della Saatchi & Saatchi di affidare in subappalto fino al 30% dell'incarico a Sardinia Media Factory, un consorzio di imprese sarde al cui vertice figurano nomi che hanno collaborato o hanno avuto un ruolo dirigenziale in Tiscali come i fratelli Benoni.
Le conclusioni presenti nella relazione finale della Commissione consiliare, approvate dal Consiglio regionale, possono essere così sintetizzate:
[...].»
Alla Saatchi & Saatchi è mancata la documentazione sulla certificazione ISO9001-2000, un vuoto ritenuto fondamentale dal TAR di Cagliari. Nel corso del febbraio del 2008 è diventata di pubblico dominio la notizia dell'indagine della Procura della Repubblica e dell'avviso di garanzia notificato a Renato Soru. Il 13 marzo 2009 il procuratore della Repubblica di Cagliari chiede il rinvio a giudizio per l'ex presidente della Regione. Il 17 luglio 2009 il G.U.P. rinvia a giudizio l'ex presidente della Regione.
Il 22 aprile 2011 Renato Soru viene assolto dal tribunale di Cagliari con formula piena dall'accusa di turbativa d'asta, per non aver commesso il fatto, e di abuso d'ufficio, poiché il fatto non sussiste. Assieme a lui sono stati assolti con formula piena anche gli altri tre imputati: Fabrizio Caprara (amministratore delegato di Saatchi & Saatchi) e i fratelli Benoni del consorzio Sardegna Media Factory. È divenuta inoltre celebre la frase pronunciata dall'ex presidente Soru all'uscita dal tribunale: «La piena assoluzione ha dato nuovo slancio alla carriera politica di Renato Soru, che a partire dal 2011 ha riacquistato la leadership della maggioranza interna al PD sardo e ha espresso la possibilità di candidarsi a nuovi incarichi, regionali o nazionali.» (aveva infatti pubblicamente affermato di non volersi più candidare in caso di condanna).

### L'indagine per evasione fiscale
Nel 2011 la Procura di Cagliari apre un'inchiesta per evasione fiscale in seguito ad accertamenti della Guardia di Finanza su un prestito concesso nel 2004 dalla società inglese Andalas Ldt (all’epoca di proprietà di Soru) a Tiscali. Il 13 ottobre 2011, su ordine del giudice per le indagini preliminari di Cagliari Simone Nespoli, la Guardia di Finanza sequestra i conti bancari e alcune proprietà di Soru per un valore di tre milioni e ventimila euro.
Il 5 maggio 2016 viene condannato in primo grado dal giudice del tribunale di Cagliari a tre anni di reclusione per evasione fiscale e all'interdizione per due anni "dagli uffici direttivi delle persone giuridiche e delle imprese, dalle funzioni di rappresentanza e assistenza in materia tributaria, nonché l'incapacità di contrattare con la pubblica amministrazione", oltre alla confisca delle somme già sequestrate Il 7 maggio 2017 la Corte di Appello di Cagliari annulla la sentenza di primo grado, riconoscendo che c'è stata evasione fiscale, ma che questa è stata dovuta ad errori contabili e non all'intenzione di evadere il fisco.
Il 7 maggio 2017 la Corte di Appello di Cagliari, su richiesta della stessa procura generale, assolve Renato Soru.

### Il contrasto con Silvio Berlusconi
Nel luglio del 2019 il giudice civile del tribunale di Cagliari ha condannato Silvio Berlusconi per diffamazione nei confronti di Renato Soru e al risarcimento danni per 40.000 euro, oltre alle spese legali e alla pubblicazione della sentenza su diversi quotidiani nazionali e regionali. Ciò a seguito delle affermazioni “false e lesive della reputazione di Soru”, fatte da Silvio Berlusconi nel febbraio del 2009 in campagna elettorale. Berlusconi era infatti intervenuto a sostegno del candidato di Forza Italia alla presidenza della Regione Sardegna, rilasciando dichiarazioni diffamatorie su Renato Soru come politico e come imprenditore.

### Il caso del fallimento dell'Unità
Il 5 settembre 2022 viene rinviato a giudizio nell'ambito del procedimento relativo al fallimento del quotidiano L’Unità. La decisione è stata assunta dal gup di Roma che ha fissato l'inizio del processo al prossimo 13 febbraio. L'accusa della procura nei confronti dell'ex presidente della Sardegna è di bancarotta per distrazione e dissipazione. L’11 novembre 2024 l'ex presidente della Regione Renato Soru è stato assolto a Roma nell'ambito del processo relativo al fallimento dell'Unità con la formula «perché il fatto non sussiste».

## Il rientro a Tiscali
Nel marzo del 2009, a conclusione dell’esperienza politica, rientra nel consiglio di amministrazione di Tiscali (fino a diventare presidente e Amministratore Delegato in estate) in qualità di socio di maggioranza relativa L’azienda è in una situazione di forte crisi finanziaria, con oltre 600 milioni di indebitamento: viene effettuata una pesante ristrutturazione finanziaria ed industriale che porta alla dismissione delle attività inglesi oltre che un aumento di capitale da 190 milioni di euro. A fine del 2009 parte il rilancio industriale del gruppo, con l’obiettivo di ridurre l’indebitamento.
Nel 2012 vengono costituite le società Veesible S.r.l. (concessionaria che si occupa della vendita di spazi pubblicitari), Indoona S.r.l. (società finalizzata allo sviluppo dell’omonima applicazione), e Istella S.r.l. Nel 2013 il motore di ricerca Istella raggiunge 4,5 miliardi di pagine indicizzate e 200 terabytes di dati. Nel 2011 era stato invece lanciato un terzo servizio OTT, Streamago, un servizio di streaming video. Il nome di Streamago veniva cambiato in Streamera a fine giugno 2015, mentre il servizio per i social prendeva il nome di Streamago Social.
Nel 2014 Tiscali partecipa alla gara per l’affidamento dei servizi di connettività della pubblica amministrazione nell’ambito del Sistema pubblico di connettività (SPC) (“Gara CONSIP”), vincendola.
Nel corso del 2015 viene negoziata e definita la fusione con Aria S.p.A., a esito della quale, nel febbraio del 2016, viene nominato un nuovo Consiglio di Amministrazione espressione della nuova maggioranza russa, dove Riccardo Ruggiero ricopre la carica di AD, mentre Renato Soru mantiene la carica di presidente esecutivo, carica che lascia a fine 2016, pur rimanendo membro del Consiglio.
Dall'ottobre del 2017 Renato Soru è presidente e proprietario di una quota di Istella, società uscita dal perimetro di Tiscali attiva nel settore dei big data e dell’intelligenza artificiale.
Nel maggio del 2019, Soru torna alla guida della società come amministratore delegato, in seguito all’accordo con una cordata di investitori italiani, capitanata dal banchiere Claudio Costamagna, che hanno rilevato le quote dei soci russi, diventando quindi insieme a Soru gli azionisti di maggioranza di Tiscali.